# Bolesław Porter
Bolesław Porter – polski inżynier, dr hab. nauk leśnych, profesor nadzwyczajny Katedry Użytkowania Lasu Wydziału Leśnego Szkole Głównej Gospodarstwa Wiejskiego w Warszawie i Międzywydziałowych Studium Gospodarki Przestrzennej SGGW.

## Życiorys
Obronił pracę doktorską, 27 października 1997 habilitował się na podstawie pracy zatytułowanej Techniczne, ekonomiczne i przyrodnicze aspekty zrywki drewna w sosnowych drzewostanach przedrębnych. Został zatrudniony na stanowisku kierownika w Międzywydziałowym Studium Gospodarki Przestrzennej SGGW, oraz prodziekana na Wydziale Leśnym Szkole Głównej Gospodarstwa Wiejskiego w Warszawie.
Był profesorem nadzwyczajnym Katedry Użytkowania Lasu Wydziału Leśnego Szkole Głównej Gospodarstwa Wiejskiego w Warszawie i Międzywydziałowych Studium Gospodarki Przestrzennej SGGW.

## Odznaczenia
- Srebrny Krzyż Zasługi (1998)[2]